# أمل الجبوري
أمل الجبوري ولدت في بغداد عام 1967م أنهت دراستها الجامعية عام 1988م وهي شاعرة ومحامية عراقية متخصصة في قضايا حقوق الإنسان وترأس الاكاديمية العربية لحقوق الإنسان في لندن.

## التعليم
درست الأدب الإنجليزي في جامعة بغداد عام 1989م، وفي عام 2011م انتقلت إلى لندن لمتابعة درجة الماجستير في قانون حقوق الإنسان.

## الوظائف
عملت أمل الجبوري كمراسلة في العديد من الصحف خارج العراق:
1. صحيفة القبس الكويتية في نهاية الثمانينات حتى 1990م.
2. مجلة الحوار الصادرة في باريس 1990م حتى توقف المجلة في منتصف التسعينات.
3. أعدت وقدمت البرنامج الثقافي الأول برنامج الغد منذ نهاية عام 1088-1990م الذي كان يهتم بالمثقفين والفنانين الشباب في العراق.
4. أنتجت أول موسوعة ثقافية تلفزيونية بشكل خاص عام 1996م تألفت من 13 حلقة حول نفائس المخطوطات في العالم العربي والإسلامي.
5. عٌينت مستشاراً للحكومة اليمنية واستمرت في هذا المنصب 11عام.

## أعمالها الفنية
نشرت أولى قصائدها في الثمانينات في الصحف والمجلات العراقية.
كما أنها نشرت العديد من كتب الشعر ومنها:
1. خمر الجراح ــ دار عشتار ببغداد 1986م.
2. أعتقيني أيتها الكلمات ــ دار الشروق بالأردن 1994 الطبعة الأولى، الطبعة الثانية عام 1999م ــ الهيئة العامة للكتاب بالقاهرة.
3. لك هذا الجسد لا خوف علي ــ دار الساقي ببيروت.

## أبرز أعمالها
1. في عام 2000م قامت بتنظيم أول مؤتمر للشعر العربي الألماني باليمن.
2. وفي عام 2001م أسست مؤسسة الشرق والغرب للغة العربية والثقافة الألمانية.
3. أنشئت مدرسة لتعليم اللغة الألمانية للفتيات الأيتام في 2003م، وخلال هذا الوقت واصلت نشر الشعر وشاركت في إنتاج أفلام وثائقية.
4. أسست الجبوري القلم العراقي في دمشق عام 2007م.

## الجوائز
1. حصلت على جائزة الإبداع العربي عام 2003 «99 حجابا».
2. حصلت على جائزة جومسكى عام 2012م عن كتابها «هاجر قبل الاحتلال، هاجر بعد الاحتلال» الذي أٌختير واحداً من أفضل خمس كتب في أمريكا عام 2011م.
3. حصلت على الجائزة الفضية لأجمل كتاب «لك هذا الجسد لا خوف علي» في معرض بيروت الدولي 1999، الطبعة الثانية 2000 .[3]

## ديوان هَاجر قبل الاحتلال، هَاجر بعد الاحتلال
لقد أشاد العديد من الشعراء والأدباء الأمريكان بالديوان، ومنهم الشاعرة الأمريكية اليشا اوسترايكر (Alica Osteriker) التي ترجمت الديوان بالإشراك مع المترجم حسام قيسي حيث كتبت في مقدمة الديوان: «هذا كتاب أصيل لشعر نقى لم أقرأ مثيله منذ زمن طويل، سوف تأخذ الشاعرة أمل الجبوري مكانها جنبا إلى جنب مع شعراء المنفى مثل باول سيلان وبابلو نيروا. هؤلاء هم شعراء المنفى وشعراء الحقيقة».
أما الشاعر الأمريكي المعروف جيرالد ستيرن (Gerald Stern)فقد وصف شعر الجبوري بأنه «قصائد جوهرها المنفي، منفى عن وطن صباها، منفى من السلام، منفى من الحب، منفى من الامل».
حصلت مترجمة الديوان الشاعرة (ربيكا هاول) على تقدير امتياز في رسالة الماجستير من جامعة دور في ولاية نيوجرسي حيث تناولت ديوان (هَاجر قبل الاحتلال، هَاجر بعد الاحتلال) كنموذج شعري عراقي.